# Requeixo, Nossa Senhora de Fátima e Nariz
Requeixo, Nossa Senhora de Fátima e Nariz è una parrocchia civile (freguesia) nel comune di Aveiro. È stata istituita nel 2013 dalla fusione delle freguesias di Requeixo, Nossa Senhora de Fátima e Nariz. La popolazione nel 2011 era di 4 564 abitati, su una superficie di 32,32 km².